# ドルモン
ドルモンはデジタルモンスターシリーズに登場する架空の生命体・デジタルモンスターの一種。

## 概要
デジモンペンデュラムXシリーズから登場したデジモン。デジモンクロニクルとDIGITAL MONSTER X-evolutionの二作品で主人公を務めた。シリーズ終了後からの方針転換によってX抗体デジモンの出番が大幅に縮小される中、デジモンアクセルアルティメットゲノムでは隠しキャラとして登場するなど今もなお出現率が高い。
身体の色は青紫で、鼻の周りや手足の先は白くなっている。額の赤いインタフェースとリスを思わせる大きな尻尾が特徴で、人を背中に乗せて不自然にならない体形になっている。ちなみに、デジモンアドベンチャーVテイマー01の主人公のパートナーの初期デザインはこのデジモンと同じく全身毛に覆われていたが、デジモンらしくならないという理由で修正されている。

## 種族としてのドルモン
開発コード「Digimon OR Unknown-monsters」から名付けられたプロトタイプと推測される獣型デジモン。デジモンとして原始的な性格で、闘争本能が強いためよく吼えるが、一度噛み付いた者に対してはよくなつく。額の旧式インターフェースを介して容易にデジコアの情報を書き換えることが出来る。

### 基本データ
- 世代/成長期
- タイプ/獣型
- 属性/データ
- 必殺技/メタルキャノン
- 得意技/ダッシュメタル
- 勢力/ネイチャースピリッツ

### 亜種・関連種・その他
- リュウダモン

- ドドモン（幼年期I）
- ドリモン（幼年期II）
- ドルガモン（成熟期）
- ドルグレモン（完全体）
- ドルゴラモン（究極体）
- ガイオウモン（ゲーム『デジモンリアライズ』での究極体）

- デクスドルガモン
- デクスドルグレモン
- デクスドルゴラモン
- デクスモン

- ラプタードラモン
- グレイドモン
- アルファモン

## 登場人物としてのドルモン

### デジモンクロニクル
堂本コータのパートナーデジモン。NDWのベルサンディターミナルを旅する。
ドルゴラモンまで進化し、イグドラシルからの刺客であるオメガモンを圧倒するまでに成長するが、X抗体を取り込んだオメガモンによって抹消されかけてデジコアの中に眠る禁断の進化を発動させ、デクスモンを誕生させてしまう。その後アルファモンにまで進化し、オウリュウモンと共にデクスモンが活動する未来世界スクルドターミナルへと駆けつけ、最終決戦に臨んだ。

### DIGITAL MONSTER X-evolution
声優は高山みなみ。

### デジモンリアライズ
柊拓己（声 - 内田雄馬）のパートナーデジモンとして登場。ドルガモン、ドルグレモン、ガイオウモンへと進化する。声優は江口拓也。